# Tabataba
Tabataba és una pel·lícula històrica malgaix de 1988 dirigida per Raymond Rajaonarivelo.

## Argument
Tabataba explica la història d'un petit poble malgaix durant l'aixecament independentista que va tenir lloc l'any 1947 al sud del país. Durant diversos mesos, part de la població malgaix es va revoltar contra l'exèrcit colonial francès en una lluita sagnant. La repressió als pobles que va seguir va ser terrible, i va provocar incendis, detencions i tortures. Les dones, els nens i la gent gran van ser les víctimes indirectes del conflicte i van patir especialment fam i malalties. Un líder de l'MDRM, el partit que fa campanya per la independència, arriba a un poble. Solo (François Botozandry), el personatge principal, encara és massa jove per lluitar, però veu que el seu germà i la majoria dels homes del seu clan s'uneixen. La seva àvia, Bakanga (Soavelo), sap què passarà, però Solo espera que el seu germà gran torni com un heroi. Després de mesos de rumors, veu en canvi que l'exèrcit francès arriba per aixafar la rebel·lió.

## Repartiment
- François Botozandry
- Lucien Dakadisy
- Soatody
- Rasoa
- Soavelo
- Philippe Nahon
- Jacky Guégan
- Tsimba Tsilavo

## Premis
- Premi del Públic, Quinzena de Realizadors, Festival de Cannes, 1988.[2][3]
- Premi del Jurat, Taormina Film Fest, 1988
- Premi a la primera obra, Festival de Cinema de Cartago, 1989